# Boulder Junction
Boulder Junction è un comune degli Stati Uniti, situato in Wisconsin, nella Contea di Vilas.